# Adrien Barrère
Pour les articles homonymes, voir Baneux et Barrère.
Adrien Barrère, nom d'artiste de Adrien Baneux, né en 1874 à Paris et mort en 1931 à Paris, est un affichiste de théâtre et de cinéma et caricaturiste français de la Belle Époque célèbre dans les cinq ans qui précèdent la Première Guerre mondiale.

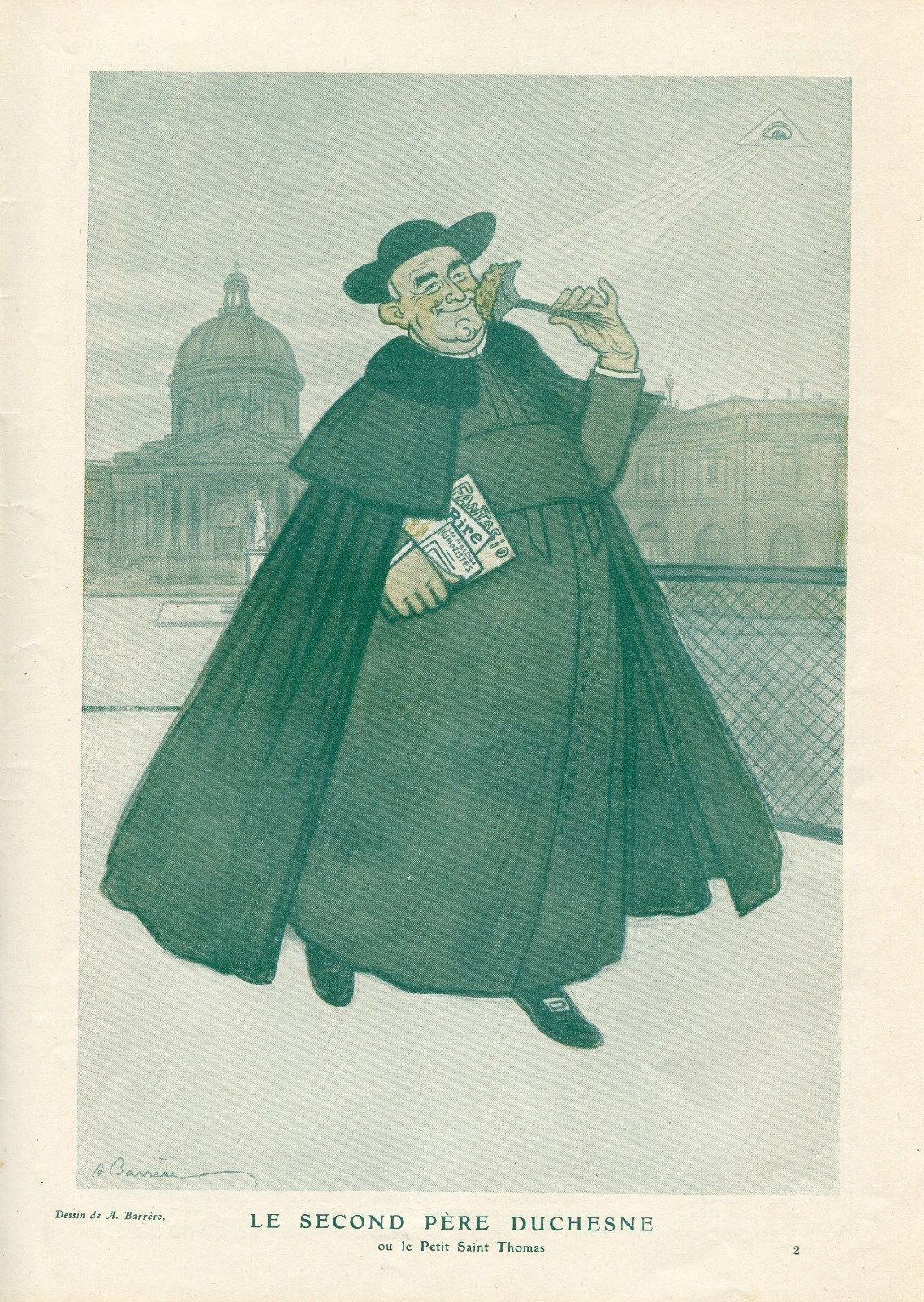
Louis Duchesne croqué par Adrien Barrère pour Fantasio.

## Biographie
Adrien Albert Athanase Baneux naît le 13 novembre 1874 boulevard Richard-Lenoir, dans le 11e arrondissement de Paris, fils d'un petit fonctionnaire parisien, dont le frère, Gustave Baneux, est compositeur de musique populaire, et d'Alexandrine Barrère,.
Après avoir étudié le droit et la médecine, Adrien Barrère se tourne vers l'illustration et plus particulièrement la caricature. Il collabore à Fantasio depuis sa fondation en 1906. Il caricature les personnalités parlementaires.
Son affiche avec des caricatures de la faculté de médecine de Paris, dont l'original est détenu par l'université de Rouen dans des dimensions — 116 × 72 cm — deux fois plus grandes que les dernières copies, était immensément populaire à l'époque — pas un étudiant qui n'en avait pas une copie — et atteignit les 420 000 copies imprimées.
Il dessine un grand nombre d'affiches pour les cinémas et théâtres parisiens, notamment le Grand-Guignol. Sa collaboration avec Pathé fut fructueuse et donna lieu à une célèbre affiche: « Tous y mènent leurs enfants ». En 1912, le Courrier cinématographique, journal professionnel, le décrit comme étant l'homme du moment à Pathé, créateur de plus de deux cents affiches.

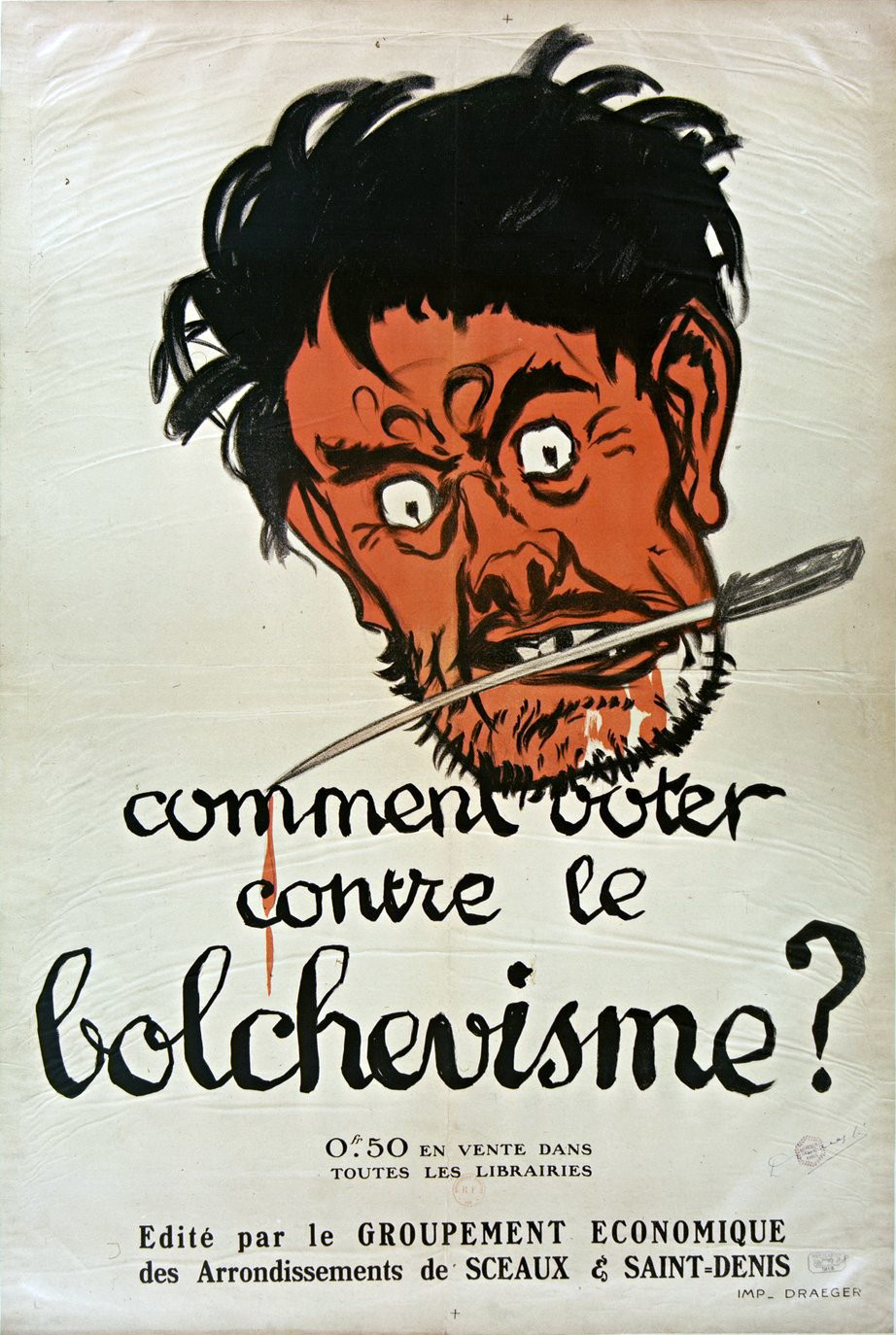
L'homme au couteau entre les dents (1919)

Il paraît au Salon des humoristes de 1911 comme portraitiste et caricaturiste. Il illustre l'œuvre de Courteline.
Réformé pour cause de tuberculose osseuse, Adrien Barrère n'est pas mobilisé en 1914. Pendant la Grande guerre il parcourt le front et les hôpitaux de campagne en vue de produire des dessins de presse aussi publiés en album. Ses carnets de croquis ont été exposés pour la première fois à l'occasion du centenaire.
Barrère est l'auteur en 1919 de l'affiche du bolchévik hirsute et effrayant, serrant entre ses dents un couteau dégoulinant de sang et qui servit de propagande anticommuniste lors des élections législatives d'après-guerre. Il reprenait l'image du tirailleur Sénégalais « nettoyeur de tranchées » le couteau entre les dents, publié dans la propagande de guerre, dans la continuité de la tradition du Grand-Guignol.
Il expose de nouveau au Salon des Humoristes en 1929.
Il meurt le 19 mai 1931 à l'Hôpital Saint-Joseph dans le 14e arrondissement de Paris. Plusieurs journaux signalent sa disparition. Il est inhumé au Cimetière du Père-Lachaise (70e division).

## Style

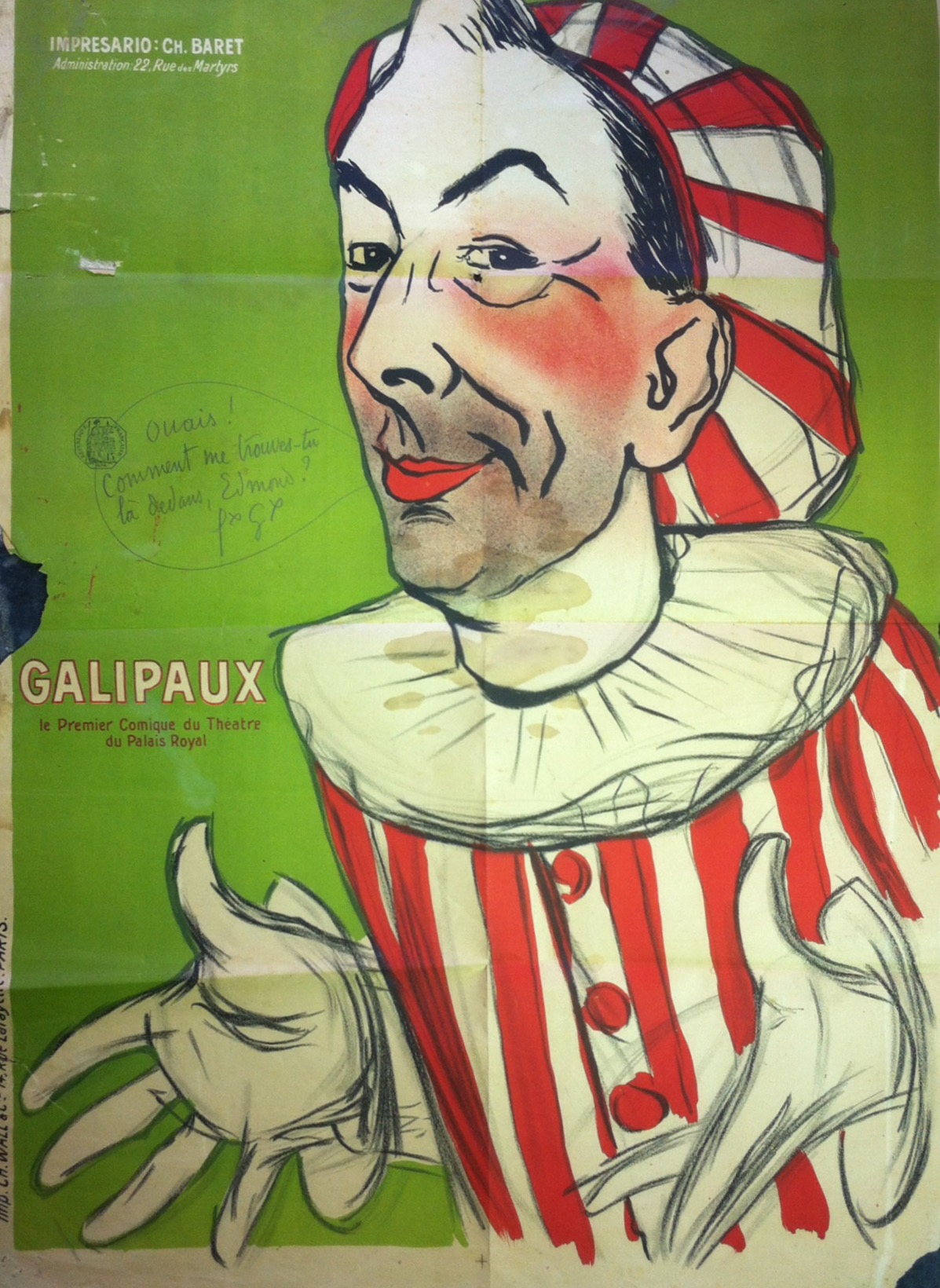
Affiche 1898

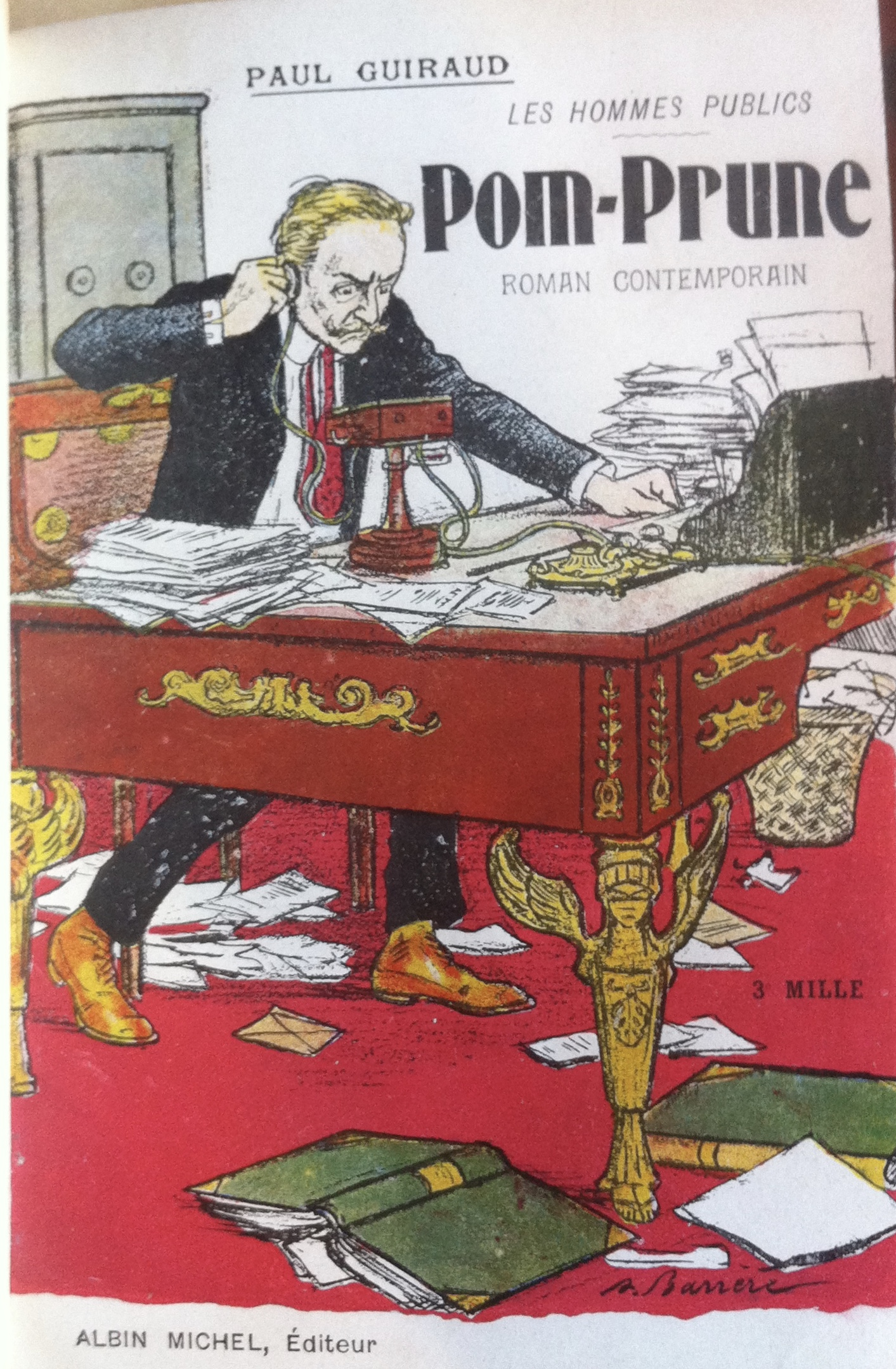
Pom-Prune (jacquette) de Paul Guiraud (1905)

Les affiches de cinéma intéressent la cinéphilie et à ce titre ont retenu l'attention critique :
« 
L’organisation des affiches, le style propre des affichistes (…) font entrer dans une autre dimension qui est celle de l’histoire de l’art. On voit certains s’approcher du naturalisme (…) d’autres de la stylisation géométrique de l’avant-garde, (…) on en voit qui reviennent à une esthétique modern’style (…) Souvent aussi l’iconographie et son traitement restent dans les voies traditionnelles des images en aplats et de la « ligne claire », pour risquer un autre anachronisme. Adrien Barrère, le plus fameux affichiste de Pathé, et E. Villefroy, celui de Gaumont, se situent du côté de ces « images anciennes ». On trouve encore des marques très visibles du temps synthétique des peintures de bataille et des panoramas du XIXe siècle (…) les voies anciennes de l’allégorie et du symbole (…) un instantané, copié d’un photogramme du film.

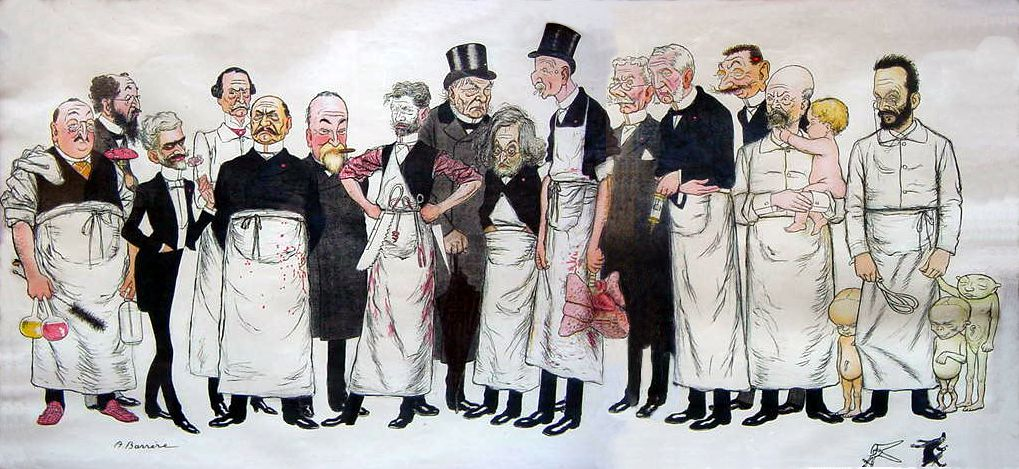
Professeurs de la Faculté de médecine (1904). De la gauche vers la droite: André Chantemesse (1851-1919) (médecine expérimentale), Georges Pouchet (1833 - 1894) (histologie et anatomie), Paul Poirier (1853-1907) (anatomie), Georges Dieulafoy (1839-1911) (pathologie), Georges Maurice Debove, (1845-1920) Paul Brouardel, (1837-1906) (médecine), Samuel Pozzi (1846-1918) (gynécologie), Paul Tillaux (1834-1904) (chirurgie), Georges Hayem (1841-1933) (médecine clinique), Victor Cornil (1837-1908) (pathologie), Paul Berger (1845-1908) (membre de l'Académie de médecine), Felix Guyon (1831-1920) (urologie), Henri Depeton (1857-1929) (histologie), Adolphe Pinard (1844-1934) (obstétrique), Pierre Budin (1846-1907) (obstétrique)

 »